# Amelia Bence

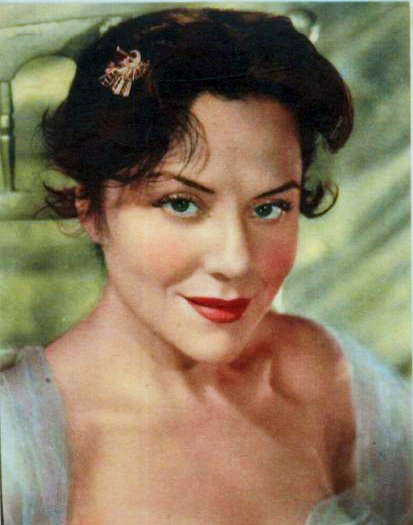
Porträt, ca. 1945

Amelia Bence (geboren als María Amelia Batvinik am 13. November 1914 in Buenos Aires, Argentinien; gestorben am 8. Februar 2016 ebenda) war eine argentinische Film- und Theaterschauspielerin. Sie gilt als eine der „großen“ Damen und war Teil des goldenen Zeitalter des argentinischen Kinos.

## Leben
Ihre Familie war eine bürgerliche, europäische und traditionelle Familie, die wollte, dass ihre Kinder studierten. Im Alter von fünf Jahren hatte sie ihren ersten Auftritt am Lavardén-Kindertheater, wo sie von Alfonsina Storni unterrichtet wurde. Im Alter von 12 Jahren erzählte Bence ihren Eltern, dass sie sich am nationalen Konservatorium einschreiben und Musik studieren wollte. Die Eltern waren einverstanden und als sie sich einschreiben wollte, war kein Platz mehr frei. Also schrieb sie sich für klassischen Tanz ein. 1942 wurde Bence von Ángel Magaña engagiert, beim Film La guerra gaucha mitzuspielen, was, ihrer Meinung zufolge, ihr zum endgültigen Durchbruch im Filmbusiness verhalf. In ihrer Karriere trat sie im Radio und Theater auf und hielt Vorträge. Sie machte sich einen Namen im goldenen Zeitalter des argentinischen Kinos (1940–1960). In dieser Zeit wurde sie mit vier Cóndor de Plata ausgezeichnet. Bence trat auch in Spanien und Mexiko auf. Ihr erster Ehemann war der spanische Schauspieler Alberto Closas. Sie ließen sich später scheiden. Einen letzten gemeinsamen Auftritt hatten die beiden, bereits nach der Scheidung, als der Journalist Chiche Gelblung für einen Bericht nach Spanien fuhr. Dort fragte er Closas mit welcher Frau er nochmals sprechen möchte. Er entschied sich für Bence.
Ihr letzter Fernsehauftritt war 2004 im Film No hay dos sin tres. Bence verstarb am 8. Februar 2016 im Alter von 101 Jahren, nach einem mehrtägigen Aufenthalt in einer Privatklinik im Stadtteil Belgrano in Buenos Aires.

## Filmografie
- 1933: El Dancing
- 1937: El forastero
- 1937: La fuga
- 1938: Adiós Buenos Aires
- 1938: La vuelta al nido
- 1938: Los caranchos de la Florida
- 1939: El matrero
- 1941: Novios para las muchachas
- 1941: El haragán de la familia
- 1941: La casa de los cuervos
- 1941: Hermanos
- 1942: En el viejo Buenos Aires
- 1942: La guerra gaucha
- 1942: Cruza
- 1943: El tercer beso
- 1943: Todo un hombre
- 1943: Los ojos más lindos del mundo
- 1944: 24 horas en la vida de una mujer
- 1944: Nuestra Natacha
- 1945: Son cartas de amor
- 1946: Camino del infierno
- 1946: Las tres ratas
- 1946: Lauracha
- 1946: María Rosa
- 1946: El pecado de Julia
- 1947: Liebe, Gift und Leidenschaft
- 1948: La dama del collar
- 1949: La danza del fuego
- 1949: La otra y yo
- 1950: Romance en tres noches
- 1952: Mi mujer está loca
- 1952: La parda Flora
- 1953: Siete mujeres
- 1954: Las tres Elenas
- 1955: El hombre que debía una muerte
- 1957: Alfonsina
- 1958: Los premios Nobel (Miniserie)
- 1958: Dos basuras
- 1959: De espaldas a la puerta
- 1960: Topaze (Miniserie, 10 Folgen)
- 1963: Vierzig Nächte voll Tücke und Sex
- 1965: La industria del matrimonio
- 1965: Show Standard Electric (Miniserie, 9 Folgen)
- 1969: Los debutantes en el amor
- 1970: Gran teatro universal (Fernsehserie, 1 Folge)
- 1971: Alta comedia (Fernsehserie, 2 Folgen)
- 1971: Ciclo de teatro argentino (Fernsehserie, 1 Folge)
- 1971: Cuatro historias de alquiler (Fernsehserie, 14 Folgen)
- 1973: Adiós, Alejandra, Andrea
- 1979: Dulce fugitiva (Fernsehserie, 19 Folgen)
- Bianca (Fernsehserie, 14 Folgen)
- 1980: Agustina (Fernsehserie, 19 Folgen)
- 1980: Romina (Fernsehserie, 39 Folgen)
- 1981: La ciudad de dos hombres (Fernsehserie, 100 Folgen)
- 1981–1982: Las 24 horas (Fernsehserie, 8 Folgen)
- 1985: La casa de enfrente (Fernsehserie)
- 1993: Esos que dicen amarse (Fernsehserie, 99 Folgen)
- 1995: Alta comedia (Fernsehserie, 1 Folge)
- 1997: Son o se hacen (Fernsehserie)
- 2004: No hay 2 sin 3 (Fernsehserie)

## Auszeichnungen
- Cóndor de Plata
  - 1943: El tercer beso (ausgezeichnet als beste Schauspielerin)
  - 1946: Lauracha (ausgezeichnet als beste Schauspielerin)
  - 1947: A sangre fría (ausgezeichnet als beste Schauspielerin)
  - 1952: La danca del fuego (ausgezeichnet als beste Schauspielerin)